# Echo Kanadyjskie
Echo Kanadyjskie – polskojęzyczne pismo wydawane w Winnipeg (Manitoba) w Kanadzie w latach 1906–1908 przez enigmatyczne wydawnictwo Polish Printing Company. Miało ono bardzo komercyjny charakter, reprezentując przedsiębiorców pragnących rozwijać interesy z Polakami na zachodzie Kanady. Zostało zamknięte, gdy jego wydawca, T. Śnieżyk, ścigany za defraudację, przeniósł się do Kolumbii Brytyjskiej.